# Selling the Drama
Selling the Drama é o primeiro single do álbum Throwing Copper da banda estadunidense Live, lançado em 1994. A canção alcançou a posição número 1 da Billboard Modern Rock Tracks, tornando-se o primeiro dos três singles da banda a chegar ao topo desta parada musical. A canção alcançou a posição 43 na Billboard Hot 100.

## Tabelas musicais
| Parada (1994)                     | Melhor posição |
| --------------------------------- | -------------- |
| Canadian RPM Singles Chart        | 41             |
| UK Singles Chart                  | 30             |
| U.S. Billboard Hot 100            | 43             |
| U.S. Billboard Hot 100 Airplay    | 42             |
| U.S. Billboard Album Rock Tracks  | 4              |
| U.S. Billboard Modern Rock Tracks | 1              |
| U.S. Billboard Mainstream Top 40  | 34             |

## Ligação externa
- Letras da canção no MetroLyrics